# Combiné nordique aux championnats du monde de ski nordique 2011
Pour des articles plus généraux, voir Championnat du monde de combiné nordique et Championnats du monde de ski nordique 2011.

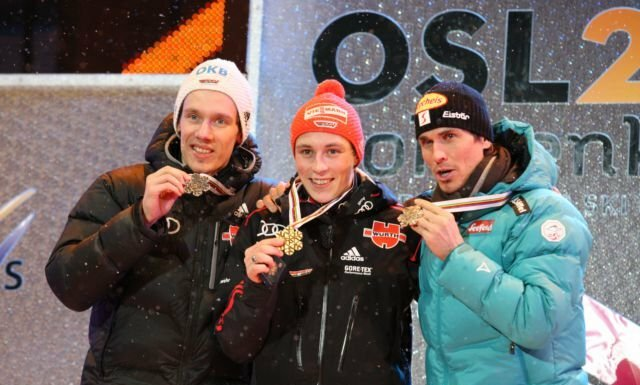
Tino Edelmann, Eric Frenzel et Felix Gottwald lors de la cérémonie de récompenses

Les épreuves du combiné nordique des championnats du monde de ski nordique 2011 se sont déroulées à Oslo (Norvège) du 26 février au 4 mars 2011. 

## Résultats

### Individuel K90 + 10 km
| Rang               | Athlète           | Saut à ski | Saut à ski | Ski de fond      | Ski de fond   | Ski de fond           |
| Rang               | Athlète           | Distance   | Points     | Retard au départ | Temps         | Temps final + retards |
| ------------------ | ----------------- | ---------- | ---------- | ---------------- | ------------- | --------------------- |
| Médaille d'or      | Eric Frenzel      | 109.5      | 131.8      | —                | 25 min 19 s 2 | 25 min 19 s 2         |
| Médaille d'argent  | Tino Edelmann     | 103.0      | 120.9      | + 0 min 44 s     | 24 min 47 s 1 | + 11 s 9              |
| Médaille de bronze | Felix Gottwald    | 98.0       | 113.7      | + 1 min 12 s     | 24 min 25 s 6 | + 18 s 4              |
| 4                  | Johannes Rydzek   | 97.5       | 118.1      | + 0 min 55 s     | 24 min 47 s 1 | + 22 s 9              |
| 5                  | Akito Watabe      | 99.0       | 114.1      | + 1 min 11 s     | 24 min 33 s 7 | + 25 s 5              |
| 6                  | Mikko Kokslien    | 96.5       | 111.2      | + 1 min 22 s     | 24 min 26 s 8 | + 29 s 6              |
| 7                  | Bill Demong       | 93.0       | 105.1      | + 1 min 47 s     | 24 min 18 s 4 | + 46 s 2              |
| 8                  | Todd Lodwick      | 97.0       | 113.5      | + 1 min 13 s     | 24 min 53 s 1 | + 46 s 9              |
| 9                  | Lukas Runggaldier | 99.5       | 112.6      | + 0 min 19 s     | 25 min 47 s 2 | + 47 s 0              |
| 10                 | Håvard Klemetsen  | 104.0      | 127.1      | + 1 min 17 s     | 25 min 49 s 2 | + 47 s 0              |

[PDF](en) Résultats officiels détaillés

### Par équipes K90 + 4 × 5 km
| Rang               | Athlète                                                                          | Saut à ski              | Saut à ski                    | Ski de fond      | Ski de fond                                                           | Ski de fond           |
| Rang               | Athlète                                                                          | Distance                | Points                        | Retard au départ | Temps                                                                 | Temps final + retards |
| ------------------ | -------------------------------------------------------------------------------- | ----------------------- | ----------------------------- | ---------------- | --------------------------------------------------------------------- | --------------------- |
| Médaille d'or      | Autriche David Kreiner Bernhard Gruber Felix Gottwald Mario Stecher              | 101.5 104.0 101.0 100.5 | 486.6 122.0 128.9 117.0 118.7 | + 49 s           | 47 min 18 s 8 11 min 50 s 8 11 min 53 s 3 11 min 25 s 9 12 min 08 s 8 | 48 min 07 s 8         |
| Médaille d'argent  | Allemagne Johannes Rydzek Eric Frenzel Björn Kircheisen Tino Edelmann            | 103.5 103.0 105.5 106.0 | 513.5 127.0 126.1 131.3 129.1 | + 13 s           | 47 min 55 s 2 11 min 57 s 8 12 min 02 s 9 11 min 45 s 8 12 min 08 s 7 | + 0 s 4               |
| Médaille de bronze | Norvège Mikko Kokslien Håvard Klemetsen Jan Schmid Magnus Moan                   | 106.0 99.0 101.5 102.5  | 497.5 133.8 115.5 120.7 127.5 | + 34 s           | 48 min 14 s 4 11 min 37 s 1 12 min 11 s 2 12 min 00 s 1 12 min 26 s 0 | + 40 s 6              |
| 4                  | États-Unis Bill Demong Bryan Fletcher Johnny Spillane Todd Lodwick               | 93.0 100.5 101.5 100.0  | 472.5 107.8 121.6 122.2 120.9 | + 1 min 08 s     | 47 min 54 s 6 11 min 32 s 4 12 min 16 s 7 12 min 01 s 9 12 min 03 s 6 | + 54 s 8              |
| 5                  | France Maxime Laheurte Sébastien Lacroix François Braud Jason Lamy-Chappuis      | 103.0 100.5 110.5 107.0 | 523.2 128.0 120.4 141.5 133.3 | —                | 49 min 38 s 2 12 min 30 s 0 12 min 06 s 2 12 min 43 s 7 12 min 18 s 3 | + 1 min 30 s 4        |
| 6                  | Japon Norihito Kobayashi Akito Watabe Daito Takahashi Yūsuke Minato              | 92.5 90.5 102.0 97.0    | 443.1 105.1 97.3 124.5 116.2  | + 1 min 47 s     | 48 min 23 s 8 11 min 49 s 3 11 min 55 s 9 12 min 27 s 1 12 min 11 s 5 | + 2 min 03 s 0        |
| 7                  | Finlande Hannu Manninen Janne Ryynänen Joni Karjalainen Eetu Vähäsöyrinki        | 94.0 95.5 98.0 100.0    | 448.6 108.7 105.5 115.1 119.3 | + 1 min 39 s     | 49 min 38 s 3 11 min 56 s 9 11 min 56 s 8 12 min 29 s 6 13 min 15 s 0 | + 3 min 09 s 5        |
| 8                  | Slovénie Mitja Oranič Marjan Jelenko Jože Kamenik Gašper Berlot                  | 99.5 99.0 100.0 101.0   | 471.8 117.8 117.0 117.4 119.6 | + 1 min 09 s     | 50 min 16 s 8 12 min 15 s 7 12 min 08 s 4 12 min 58 s 8 12 min 53 s 9 | + 3 min 18 s 0        |
| 9                  | Italie Giuseppe Michielli Lukas Runggaldier Alessandro Pittin Mattia Runggaldier | 93.0 94.5 95.5 98.0     | 437.1 105.5 109.0 107.8 114.8 | + 2 min 51 s     | 49 min 08 s 2 11 min 57 s 4 12 min 22 s 4 12 min 07 s 0 12 min 41 s 4 | + 3 min 51 s 4        |
| 10                 | Tchéquie Miroslav Dvořák Tomáš Slavík Aleš Vodseďálek Lukas Havranek             | 92.0 79.5 95.5 96.5     | 394.9 103.6 72.7 105.8 112.8  | + 1 min 55 s     | 50 min 51 s 0 12 min 19 s 9 12 min 32 s 3 12 min 54 s 9 13 min 03 s 9 | + 4 min 38 s 2        |

[PDF](en) Résultats officiels détaillés

### Individuel K120 + 10 km
| Rang               | Athlète             | Saut à ski | Saut à ski | Ski de fond      | Ski de fond   | Ski de fond           |
| Rang               | Athlète             | Distance   | Points     | Retard au départ | Temps         | Temps final + retards |
| ------------------ | ------------------- | ---------- | ---------- | ---------------- | ------------- | --------------------- |
| Médaille d'or      | Jason Lamy-Chappuis | 133.5      | 125.5      | + 6 s            | 25 min 25 s 6 | 25 min 31 s 6         |
| Médaille d'argent  | Johannes Rydzek     | 127.0      | 118.1      | + 36 s           | 25 min 02 s 3 | + 6 s 7               |
| Médaille de bronze | Eric Frenzel        | 126.5      | 117.1      | + 40 s           | 24 min 58 s 6 | + 7 s 0               |
| 4                  | Håvard Klemetsen    | 133.5      | 127.1      | —                | 26 min 09 s 2 | + 37 s 6              |
| 5                  | Todd Lodwick        | 123.0      | 109.2      | + 1 min 12 s     | 24 min 58 s 4 | + 38 s 8              |
| 6                  | Bill Demong         | 117.5      | 103.3      | + 1 min 35 s     | 24 min 45 s 9 | + 49 s 3              |
| 7                  | Tomáš Slavík        | 120.5      | 111.9      | + 1 min 01 s     | 25 min 22 s 5 | + 51 s 9              |
| 8                  | Lukas Runggaldier   | 121.5      | 106.0      | + 1 min 24 s     | 25 min 06 s 8 | + 59 s 2              |
| 9                  | François Braud      | 126.0      | 116.0      | + 44 s           | 25 min 50 s 3 | + 1 min 02 s 7        |
| 10                 | Mario Stecher       | 123.0      | 112.4      | + 59 s           | 25 min 40 s 9 | + 1 min 08 s 3        |

[PDF](en) Résultats officiels détaillés

### Par équipes K120 + 4 × 5 km
| Rang               | Athlètes                                                                    | Saut à ski              | Saut à ski                    | Ski de fond      | Ski de fond                                                           | Ski de fond           |
| Rang               | Athlètes                                                                    | Distance                | Points                        | Retard au départ | Temps                                                                 | Temps final + retards |
| ------------------ | --------------------------------------------------------------------------- | ----------------------- | ----------------------------- | ---------------- | --------------------------------------------------------------------- | --------------------- |
| Médaille d'or      | Autriche Bernhard Gruber David Kreiner Felix Gottwald Mario Stecher         | 128.0 130.5 121.5 129.0 | 485.5 125.3 127.2 110.0 123.0 | + 39 s           | 46 min 33 s 3 11 min 46 s 3 11 min 39 s 3 11 min 24 s 0 11 min 43 s 7 | 47 min 12 s 3         |
| Médaille d'argent  | Allemagne Johannes Rydzek Björn Kircheisen Eric Frenzel Tino Edelmann       | 127.5 126.5 125.5 131.0 | 491.2 122.1 120.5 122.1 126.4 | + 32 s           | 46 min 40 s 4 12 min 01 s 9 11 min 30 s 8 11 min 25 s 4 11 min 42 s 3 | + 0 s 1               |
| Médaille de bronze | Norvège Mikko Kokslien Håvard Klemetsen Jan Schmid Magnus Moan              | 115.0 135.5 125.0 129.0 | 474.8 99.6 133.7 118.3 123.2  | + 54 s           | 46 min 58 s 9 11 min 25 s 7 11 min 52 s 1 11 min 45 s 5 11 min 55 s 6 | + 40 s 6              |
| 4                  | France Sébastien Lacroix Maxime Laheurte François Braud Jason Lamy-Chappuis | 125.0 137.0 132.5 128.5 | 515.0 118.4 138.2 131.6 128.6 | —                | 48 min 04 s 2 12 min 01 s 1 12 min 13 s 3 11 min 53 s 5 11 min 56 s 3 | + 51 s 9              |
| 5                  | Japon Akito Watabe Taihei Kato Yusuke Minato Norihito Kobayashi             | 125.0 130.0 119.0 116.0 | 447.6 117.0 122.5 106.6 101.5 | + 1 min 30 s     | 48 min 43 s 7 11 min 44 s 0 11 min 56 s 6 11 min 37 s 9 11 min 55 s 2 | + 1 min 31 s 4        |
| 6                  | États-Unis Bill Demong Bryan Fletcher Johnny Spillane Todd Lodwick          | 124.0 125.0 124.0 122.5 | 467.3 116.5 117.8 115.3 117.7 | + 1 min 04 s     | 47 min 52 s 3 11 min 37 s 7 12 min 04 s 4 11 min 55 s 2 12 min 15 s 0 | + 1 min 44 s 0        |
| 7                  | Italie Giuseppe Michielli Armin Bauer Lukas Runggaldier Alessandro Pittin   | 114.0 117.0 126.0 119.0 | 437.7 97.4 107.7 124.2 108.4  | + 1 min 43 s     | 48 min 14 s 9 12 min 08 s 7 12 min 04 s 0 12 min 10 s 5 11 min 51 s 7 | + 2 min 45 s 6        |
| 8                  | Suisse Ronny Heer Seppi Hurschler Tim Hug Tommy Schmid                      | 120.0 119.0 113.0 121.0 | 425.4 107.5 108.0 101.9 108.0 | + 1 min 26 s     | 48 min 18 s 1 11 min 53 s 5 11 min 37 s 3 12 min 00 s 8 12 min 46 s 5 | + 3 min 04 s 8        |
| 9                  | Tchéquie Miroslav Dvořák Tomáš Slavík Aleš Vodseďálek Pavel Churavý         | 119.0 130.0 123.0 117.0 | 450.3 105.2 125.0 115.1 105.0 | + 1 min 14 s     | 48 min 51 s 5 11 min 44 s 2 11 min 59 s 9 12 min 38 s 9 12 min 28 s 5 | + 3 min 05 s 2        |
| 10                 | Slovénie Mitja Oranič Marjan Jelenko Jože Kamenik Gašper Berlot             | 120.5 124.5 125.5 124.5 | 459.4 108.1 115.4 118.9 117.0 | + 1 min 14 s     | 50 min 00 s 1 12 min 13 s 8 12 min 20 s 4 12 min 58 s 5 12 min 27 s 4 | + 4 min 01 s 8        |

[PDF](en) Résultats officiels détaillés

## Tableau des médailles
| Rang | Nation    | Or | Argent | Bronze | Total |
| ---- | --------- | -- | ------ | ------ | ----- |
| 1    | Autriche  | 2  | 0      | 1      | 3     |
| 2    | Allemagne | 1  | 4      | 1      | 6     |
| 3    | France    | 1  | 0      | 0      | 1     |
| 4    | Norvège   | 0  | 0      | 2      | 2     |